# Дезана
Дезана (итал. Desana) је насеље у Италији у округу Верчели, региону Пијемонт.
Према процени из 2011. у насељу је живело 1019 становника. Насеље се налази на надморској висини од 134 м.

## Становништво
| 1936. | 1951. | 1961. | 1971. | 1981. | 1991. | 2001. | 2011. |
| ----- | ----- | ----- | ----- | ----- | ----- | ----- | ----- |
| 1.766 | 1.558 | 1.374 | 1.172 | 1.067 | 1.053 | 1.040 | 1.055 |